# عاشقانه پلنگ صورتی
عاشقانه پلنگ صورتی می‌بایستی هفتمین فیلم از سری پلنگ صورتی می‌بود. قرار بود این فیلم با بازی پیتر سلرز در نقش بازرس کلوزو، در ششمین بازیش در این سری باشد. هر چند که مرگ پیش بینی نشده پیتر سلرز در ژوئیه ۱۹۸۰ این فیلم را برای همیشه از تولید بازداشت.